# フェレドキシンフォールド

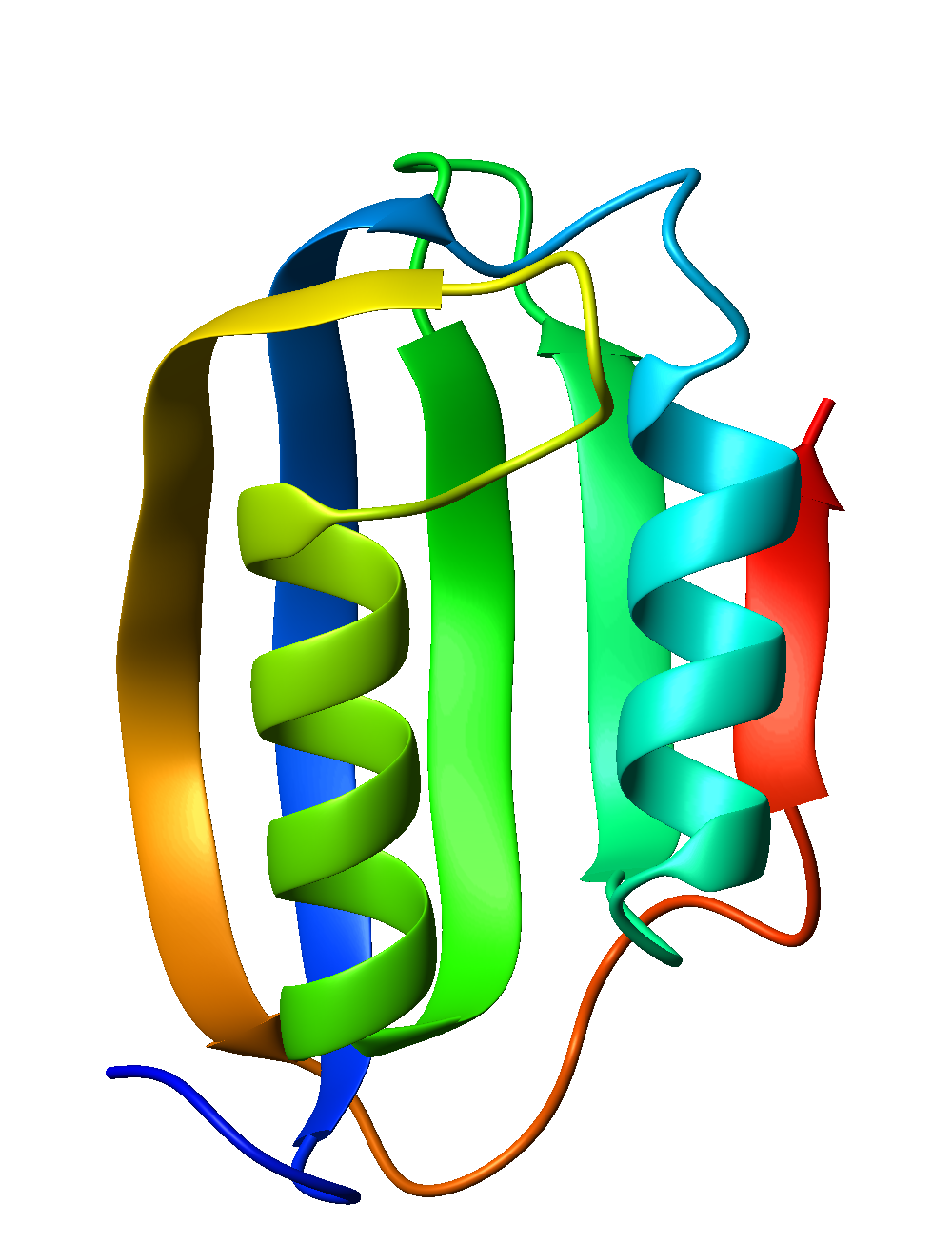
アシルホスファターゼのリボン図

フェレドキシンフォールド（Ferredoxin fold）は、βαββαβの順に二次構造が配列する、α+β型のタンパク質フォールドである。構造的には、長い対称的なヘアピンが周囲を一巻きし、βストランドの両末端が中央の2つのβストランドと水素結合を形成して4つで逆平行βシートを作っている。その周りに2つのαヘリックスが配置した構造をしている。